# سیارک ۲۴۹۱
سیارک ۲۴۹۱ (به انگلیسی: 2491 Tvashtri، نامگذاری:1977CB) دو هزار و چهارصد و نود و یکمین سیارک کشف شده‌است که در ۱۵ فوریه ۱۹۷۷ کشف شد.
قدر مطلق سیارک برابر ۱۳٫۶۸ است.